# Fédération internationale des Sociétés d'ingénieurs des techniques de l'automobile
La Fédération internationale des sociétés d'ingénieurs des techniques de l'automobile (FISITA) est une société savante française fondée en 1948, dont le but est de faciliter le dialogue entre les différents acteurs du monde automobile.
Son premier président était Maurice Norroy.